# 建設日報社
株式会社建設日報社（けんせつにっぽうしゃ）は、大阪府大阪市に本社を置いていた新聞社。公共事業等の競争入札情報の専門紙の発行を行っていた。

## 沿革
- 1955年12月 - 大阪市北区にて創業。
- 1956年1月 - 建設日報を、週2回刊として創刊。
- 1965年10月 - 建設日報を日刊化。
- 2005年7月 - 入札情報検索サービス「web版建設日報」提供開始。
- 2011年5月30日 - 公共事業抑制による建設業界不振などにより業務停止、自己破産申請を行う。負債総額1億円[1]。
- 2014年9月9日 - 大阪地方裁判所から破産手続開始決定を受ける[2]。